# Liste des œuvres d'Antonín Dvořák
Cet article dresse la liste des œuvres d'Antonín Dvořák telle qu'établie dans le catalogue chronologique de référence de Jarmil Burghauser. Dans ce classement, chaque numéro d'œuvre est précédé de la lettre B, du nom de famille du musicologue. La dernière œuvre achevée répertoriée dans le catalogue est l'opéra Armide B. 206, sa dernière composition. Le catalogue passe ensuite directement au numéro B. 300, à compter duquel sont présentés (jusqu'au numéro B. 814) divers arrangements, exercices d'étudiant ou projets laissés à l'abandon.
La moitié environ de ces œuvres sont classées parmi 115 numéros d'opus. Ces numéros d'opus ont été attribués par les éditeurs de Dvořák, si bien qu'elle suit l'ordre de parution et non l'ordre de composition. Ainsi, le quatuor en mi majeur op. 80 et le quintette en la majeur op. 81, bien qu'étant d'inspirations proches, ont été composés à dix ans d'intervalle.

## Classification par numéro du catalogue Burghauser
| Légende                 |
| Musique symphonique     |
| Musique de chambre      |
| Musique pour piano seul |
| Musique lyrique         |
| Lieder, mélodies        |
| Musique sacrée          |
| Divers                  |

| B.                                                             | opus     | Titre                                                                                  | Tonalité | Instrumentation                                                        | Période     | Sous-titre / Commentaires                                                                            |
| -------------------------------------------------------------- | -------- | -------------------------------------------------------------------------------------- | -------- | ---------------------------------------------------------------------- | ----------- | --- |
| 001                                                            |          | Polka Pomněnka (« Ne m'oubliez pas »)                                                  |          | Piano                                                                  | 1855 - 1856 | |
| 002                                                            |          | Messe                                                                                  | si M     |                                                                        | 1857 - 1859 | perdue                                                                                               |
| 003                                                            |          | Polka                                                                                  | mi M     | Piano                                                                  | 1860        | |
| 004                                                            |          | Polka Harfenice (« La harpiste »)                                                      |          | Orchestre                                                              | 1860?       | perdue                                                                                               |
| 005                                                            |          | Polka                                                                                  |          | Orchestre                                                              | 1854 - 1861 | authenticité contestée                                                                               |
| 006                                                            |          | Galop                                                                                  |          | Orchestre                                                              | 1854 - 1861 | authenticité contestée                                                                               |
| 007                                                            | 1        | Quintette à cordes no 1                                                                | la m     | 2 violons, 2 altos, violoncelle                                        | 1861        | |
| 008                                                            | 2        | Quatuor à cordes no 1                                                                  | la M     | 2 violons, alto, violoncelle                                           | 1862        | |
| 009                                                            |          | Symphonie no 1                                                                         | ut m     | Orchestre                                                              | 1865        | « Les cloches de Zlonice »                                                                           |
| 010                                                            |          | Concerto pour violoncelle et orchestre no 1                                            | la M     | Violoncelle, piano                                                     | 1865        | non orchestré                                                                                        |
| 011                                                            |          | Cypřiše (« Cyprès »)                                                                   |          | Voix, piano                                                            | 1865        | cycle de dix-huit mélodies sur des poèmes de Gustav Pfleger-Moravský                                 |
| 012                                                            | 4        | Symphonie no 2                                                                         | si M     | Orchestre                                                              | 1865        | |
| 013                                                            |          | Deux chants                                                                            |          | Baryton, piano                                                         | 1865        | sur des poèmes d'Adolf Heyduk                                                                        |
| 014                                                            |          | Quintette pour clarinette et cordes                                                    | si m     | Clarinette, 2 violons, alto, violoncelle                               | 1865 - 1869 | perdu                                                                                                |
| 015                                                            |          | Sept pièces pour petit orchestre                                                       |          | Orchestre                                                              | 1867        | « Interludes »                                                                                       |
| 015bis                                                         |          | Sérénade                                                                               | la M     | Orchestre                                                              | 1867        | extraite des pièces B. 15 (perdue)                                                                   |
| 016                                                            |          | Alfred                                                                                 |          | Solistes, chœur, orchestre                                             | 1868 - 1870 | opéra héroïque en trois actes sur un livret de Körner                                                |
| 016a                                                           |          | Ouverture                                                                              |          | Orchestre                                                              | 1868 - 1870 | « Ouverture tragique (dramatique) » pour l'opéra Alfred B. 16                                        |
| 017                                                            |          | Quatuor à cordes no 2                                                                  | si M     | 2 violons, alto, violoncelle                                           | 1868 - 1870 | |
| 018                                                            |          | Quatuor à cordes no 3                                                                  | ré M     | 2 violons, alto, violoncelle                                           | 1868 - 1870 | |
| 019                                                            |          | Quatuor à cordes no 4                                                                  | mi m     | 2 violons, alto, violoncelle                                           | 1868 - 1870 | |
| 020                                                            |          | Sonate                                                                                 | fa m     | Violoncelle (violon?), piano                                           | 1871        | perdue                                                                                               |
| 021                                                            |          | Král a uhlíř (« Le Roi et le Charbonnier »)                                            |          | Solistes, chœur, orchestre                                             | 1871        | opéra-comique en trois actes sur un livret de B. J. Lobeský (première version)                       |
| 021a                                                           |          | Ouverture de concert                                                                   | fa M     | Orchestre                                                              | 1871        | ouverture de l'opéra « Le Roi et le Charbonnier » B. 21                                              |
| 022                                                            |          | Thèmes de l'opéra « Le Roi et le Charbonnier » B. 21                                   |          | Piano                                                                  | 1871        | |
| 023                                                            | 9        | Cinq chants                                                                            |          | Voix, piano                                                            | 1871        | sur des poèmes de Eliška Krásnohorská                                                                |
| 024                                                            | 5        | Sirotek (« L'orphelin »)                                                               |          | Voix, piano                                                            | 1871        | sur une ballade de K. J. Erben                                                                       |
| 024bis                                                         |          | Rozmarýna (« Le romarin »)                                                             |          | Voix, piano                                                            | 1871        | sur un poème de K. J. Erben                                                                          |
| 025                                                            | 13/1     | Trio pour piano et cordes                                                              |          | Violon, violoncelle, piano                                             | 1871        | perdu                                                                                                |
| 026                                                            | 13/2     | Trio pour piano et cordes                                                              |          | Violon, violoncelle, piano                                             | 1871        | perdu                                                                                                |
| 027                                                            | 30       | Hymnus z básně Dědicové Bílé hory (« Hymne sur Les Héritiers de la Montagne Blanche ») |          | Chœur, orchestre                                                       | 1872        | sur un poème de Vítězslav Hálek (première version)                                                   |
| 028                                                            | 5        | Quintette pour piano et cordes no 1                                                    | la M     | 2 violons, alto, violoncelle, piano                                    | 1872        | |
| 029                                                            | 16       | Quatre chants                                                                          |          | Voix, piano                                                            | 1872        | sur des poèmes populaires serbes traduits par Siegfried Kapper                                       |
| 030                                                            | 7        | Six chants                                                                             | fa M     | Voix, piano                                                            | 1872        | chants du manuscrit de Dvůr Králové                                                                  |
| 031                                                            |          | Trois nocturnes                                                                        |          | Orchestre                                                              | 1812        | perdus                                                                                               |
| 032                                                            | 8        | Silhouety (« Silhouettes »)                                                            |          | Piano                                                                  | 1872        | |
| 033                                                            |          | Sonate                                                                                 | la m     | Violon, piano                                                          | 1873        | perdue                                                                                               |
| 034                                                            | 10       | Symphonie no 3                                                                         | mi M     | Orchestre                                                              | 1873        | |
| 035                                                            |          | Roméo et Juliette                                                                      |          | Orchestre                                                              | 1873        | ouverture (perdue)                                                                                   |
| 036                                                            |          | Octuor (Sérénade)                                                                      |          | 2 violons, alto, contrebasse, clarinette, basson, cor, piano           | 1873        | perdu                                                                                                |
| 037                                                            | 9        | Quatuor à cordes no 5                                                                  | fa m     | 2 violons, alto, violoncelle                                           | 1873        | |
| 038                                                            | 11       | Romance                                                                                | fa m     | Violon, piano                                                          | 1873        | |
| 039                                                            | 11       | Romance                                                                                | fa m     | Violon, orchestre                                                      | 1873        | |
| 040                                                            | 12       | Quatuor à cordes no 6                                                                  | la m     | 2 violons, alto, violoncelle                                           | 1873        | |
| 040a                                                           |          | Andante appassionato                                                                   |          | 2 violons, alto, violoncelle                                           | 1873        | |
| 041                                                            | 13       | Symphonie no 4                                                                         | ré m     | Orchestre                                                              | 1874        | |
| 042                                                            | 14       | Král a uhlíř (« Le Roi et le Charbonnier »)                                            |          | Solistes, chœur, orchestre                                             | 1874        | opéra-comique en trois actes sur un livret de B. J. Lobeský (deuxième version)                       |
| 043                                                            |          | Pot-pourri de l'opéra « Le Roi et le Charbonnier » B. 42                               |          | Piano                                                                  | 1874        | |
| 044                                                            | 14       | Rhapsodie (Poème symphonique)                                                          | la m     | Orchestre                                                              | 1874        | |
| 045                                                            | 16       | Quatuor à cordes no 7                                                                  | la m     | 2 violons, alto, violoncelle                                           | 1874        | |
| 046                                                            | 17       | Tvrdé palice (« Les têtes dures »)                                                     |          | Solistes, chœur, orchestre                                             | 1874        | opéra comique en un acte sur un livret de Josef Štolba                                               |
| 047                                                            | 40       | Nocturne                                                                               | si M     | Orchestre                                                              | 1875        | révisé en 1882 - 1883                                                                                |
| 048a                                                           | 40       | Nocturne                                                                               | si M     | Violon, piano                                                          | 1875 - 1883 | |
| 048b                                                           | 40       | Nocturne                                                                               | si M     | Piano à 4 mains                                                        | 1875        | |
| 049                                                            | 77       | Quintette à cordes no 2                                                                | sol M    | 2 violons, alto, violoncelle, contrebasse                              | 1875        | |
| 050                                                            | 20       | Quatre duos moraves                                                                    |          | Soprano, tenor                                                         | 1875        | sur des textes populaires (première série)                                                           |
| 051                                                            | 21       | Trio pour piano et cordes no 1                                                         | si M     | Violon, violoncelle, piano                                             | 1875        | |
| 052                                                            | 22       | Sérénade                                                                               | mi M     | Orchestre à cordes                                                     | 1875        | |
| 053                                                            | 23       | Quatuor pour piano et cordes no 1                                                      | ré M     | Violon, alto, violoncelle, piano                                       | 1875        | |
| 054                                                            | 76       | Symphonie no 5                                                                         | fa M     | Orchestre                                                              | 1875        | |
| 055                                                            | 25       | Vanda                                                                                  |          | Solistes, chœur, orchestre                                             | 1875        | opéra tragique en cinq actes sur un livret de Zakrejs et Beneš-Šumavský                              |
| 056                                                            | 26       | Trio pour piano et cordes no 2                                                         | sol m    | Violon, violoncelle, piano                                             | 1876        | |
| 057                                                            | 80       | Quatuor à cordes no 8                                                                  | mi M     | 2 violons, alto, violoncelle                                           | 1876        | |
| 058                                                            | 28       | Deux menuets                                                                           |          | Piano                                                                  | 1876        | |
| 059                                                            | 29       | Quatre chœurs pour voix mixtes                                                         |          | Chœur                                                                  | 1876        | sur des poèmes d'Adolf Heyduk et des textes populaires moraves                                       |
| 060                                                            | 29       | Cinq duos moraves                                                                      |          | Soprano, alto                                                          | 1876        | sur des textes populaires (deuxième série)                                                           |
| 061                                                            | 3, 9, 31 | Douze chants du soir                                                                   |          | Voix, piano                                                            | 1876        | sur des poèmes de Vítězslav Hálek                                                                    |
| 062                                                            | 32       | Dix duos moraves                                                                       |          | Soprano, alto                                                          | 1876        | sur des textes populaires (troisième série)                                                          |
| 063                                                            | 33       | Concerto pour piano et orchestre                                                       | sol m    | Piano, orchestre                                                       | 1876        | |
| 064                                                            | 35       | Dumka                                                                                  |          | Piano                                                                  | 1876        | |
| 065                                                            | 36       | Thème et variations                                                                    |          | Piano                                                                  | 1876        | |
| 066                                                            |          | Trois chants                                                                           |          | Chœur d'hommes                                                         | 1877        | sur des poèmes d'Adolf Heyduk et des textes populaires moraves                                       |
| 067                                                            | 37       | Šelma sedlák (« Le paysan rusé »)                                                      |          | Solistes, chœur, orchestre                                             | 1877        | opéra-comique en deux actes sur un livret de J. O. Veselý                                            |
| 068                                                            |          | Ave Maria                                                                              |          | Voix, orgue                                                            | 1877        | |
| 069                                                            | 38       | Quatre duos moraves                                                                    |          | Soprano, alto                                                          | 1877        | sur des textes populaires (quatrième série)                                                          |
| 070                                                            | 78       | Variations symphoniques                                                                | ut M     | Orchestre                                                              | 1877        | sur un thème du chœur d'hommes « Je suis un violoneux »                                              |
| 071                                                            | 58       | Stabat Mater                                                                           | si m     | Solistes, chœur, orchestre                                             | 1876 - 1877 | sur un texte de Jacopone da Todi                                                                     |
| 072                                                            | 41       | Bouquet de chansons populaires tchèques (quatre)                                       |          | Chœur d'hommes                                                         | 1877        | |
| 073                                                            |          | Píseň Čecha (« Chant d'un Tchèque »)                                                   |          | Chœur d'hommes                                                         | 1877        | sur un texte de F. J. Vacek-Kamenický                                                                |
| 074                                                            | 41       | Danses écossaises                                                                      |          | Piano                                                                  | 1877        | |
| 075                                                            | 34       | Quatuor à cordes no 9                                                                  | ré m     | 2 violons, alto, violoncelle                                           | 1877        | |
| 076                                                            | 43       | Trois chansons populaires                                                              |          | Chœur d'hommes                                                         | 1878        | sur des textes slovaques et moraves                                                                  |
| 077                                                            | 44       | Sérénade                                                                               | ré m     | 2 hautbois, 2 clarinettes, 2 bassons, 3 cors, violoncelle, contrebasse | 1878        | |
| 078                                                            | 46       | Huit danses slaves                                                                     |          | Piano à 4 mains                                                        | 1878        | première série                                                                                       |
| 079                                                            | 47       | Maličkosti (« Bagatelles »)                                                            |          | 2 violons, violoncelle, piano                                          | 1878        | |
| 080                                                            | 48       | Sextuor à cordes                                                                       | la M     | 2 violons, 2 altos, 2 violoncelles                                     | 1878        | |
| 081                                                            |          | Capriccio                                                                              |          | Violon, piano                                                          | 1878        | |
| 082                                                            |          | Hymnus ad Laudes in festo Sanctae Trinitatis                                           |          | Chœur, orgue                                                           | 1878        | |
| 083                                                            | 46       | Huit danses slaves                                                                     |          | Orchestre                                                              | 1878        | version orchestrée des huit danses slaves B. 78                                                      |
| 084a                                                           | 50       | Trois chansons populaires                                                              |          | Voix, orchestre                                                        | 1878        | sur des poèmes néo-grecs (perdues)                                                                   |
| 084b                                                           | 50       | Trois chansons populaires                                                              |          | Voix, piano                                                            | 1878        | sur des poèmes néo-grecs                                                                             |
| 085                                                            | 42       | Deux furiants                                                                          |          | Piano                                                                  | 1878        | |
| 086                                                            | 45       | Trois rhapsodies slaves                                                                |          | Orchestre                                                              | 1878        | |
| 087                                                            | 27       | Cinq chœurs                                                                            |          | Chœur d'hommes                                                         | 1878        | sur des textes folkloriques lituaniens traduits par F. L. Čelakovský                                 |
| 088                                                            | 54       | Slavnostní pochod (« Marche solennelle »)                                              |          | Orchestre                                                              | 1879        | |
| 089                                                            | 49       | Mazurek                                                                                |          | Violon, piano                                                          | 1879        | |
| 090                                                            | 49       | Mazurek                                                                                |          | Violon, orchestre                                                      | 1879        | version orchestrée du mazurek B. 89                                                                  |
| 091                                                            | 52       | Psaume 149                                                                             |          | Chœur d'hommes, orchestre                                              | 1879        | première version                                                                                     |
| 092                                                            | 51       | Quatuor à cordes no 10                                                                 | mi M     | 2 violons, alto, violoncelle                                           | 1879        | |
| 093                                                            | 39       | Suite tchèque pour petit orchestre                                                     | ré M     | Orchestre                                                              | 1879        | |
| 094                                                            |          | Polonaise                                                                              | la M     | Violoncelle, piano                                                     | 1879        | |
| 095a                                                           | 19b      | Ave Maris Stella                                                                       |          | Voix, orgue                                                            | 1879        | |
| 095b                                                           | 19a      | O Sanctissima dulcis Virgo Maria                                                       |          | Contralto, baryton, orgue                                              | 1890        | |
| 096                                                            | 53       | Concerto pour violon et orchestre                                                      | la m     | Violon, orchestre                                                      | 1879        | première version                                                                                     |
| 097                                                            | 25       | Ouverture                                                                              |          | Orchestre                                                              | 1879        | ouverture de l'opéra Vanda B. 55                                                                     |
| 098                                                            | 8        | Silhouety (« Silhouettes »)                                                            |          | Piano                                                                  | 1879        | |
| 099                                                            |          | Valses de Prague                                                                       |          | Orchestre                                                              | 1879        | |
| 100                                                            |          | Polonaise                                                                              | mi M     | Orchestre                                                              | 1879        | |
| 101                                                            | 54       | Huit valses                                                                            |          | Piano                                                                  | 1879 - 1880 | |
| 102                                                            | 30       | Hymnus z básně Dědicové Bílé hory (« Hymne sur Les Héritiers de la Montagne Blanche ») |          | Chœur, orchestre                                                       | 1880        | sur un poème de Vítězslav Hálek (deuxième version)                                                   |
| 103                                                            | 56       | Eglogues                                                                               |          | Piano                                                                  | 1880        | |
| 104                                                            | 55       | Sept mélodies tziganes                                                                 |          | Voix, piano                                                            | 1880        | sur des textes d'Adolf Heyduk                                                                        |
| 105                                                            | 54       | Deux valses                                                                            |          | 2 violons, alto, violoncelle                                           | 1880        | |
| 106                                                            | 57       | Sonate                                                                                 | fa M     | Violon, piano                                                          | 1880        | |
| 107                                                            | 29, 32   | Cinq duos moraves                                                                      |          | Soprano, alto                                                          | 1880        | sur des textes populaires (cinquième série)                                                          |
| 108                                                            | 53       | Concerto pour violon et orchestre                                                      | la m     | Violon, orchestre                                                      | 1880        | deuxième version                                                                                     |
| 109                                                            |          | Lístky do památníku (« Feuillets d'album »)                                            |          | Piano                                                                  | 1880        | |
| 110                                                            | 52       | Six pièces                                                                             |          | Piano                                                                  | 1880        | |
| 111                                                            | 56       | Six mazurkas                                                                           |          | Piano                                                                  | 1880        | |
| 112                                                            | 60       | Symphonie no 6                                                                         | ré M     | Orchestre                                                              | 1880        | |
| 113                                                            |          | Dětská píseň (« Chanson enfantine »)                                                   |          | 2 voix                                                                 | 1880        | sur un texte de Štěpán Bačkora                                                                       |
| 114                                                            | 53a/1    | Polka aux étudiants de Prague                                                          |          | Orchestre                                                              | 1880        | |
| 115                                                            |          | Ballade pour le Roi Mathias                                                            |          | Voix, piano                                                            | 1880 - 1881 | d'après « Le Roi et le Charbonnier » B. 21 et B. 42                                                  |
| 116                                                            |          | Moderato                                                                               | la M     | Piano                                                                  | 1881        | |
| 117                                                            | 59       | Dix légendes                                                                           |          | Piano à 4 mains                                                        | 1880 - 1881 | |
| 118                                                            |          | Na tej našej střeše (« Là sur notre toit »)                                            |          | Soprano, contralto, piano                                              | 1881        | sur un texte populaire morave                                                                        |
| 119                                                            | 53a/2    | Galop                                                                                  | mi M     | Orchestre                                                              | 1881        | |
| 120                                                            |          | Mouvement de quatuor à cordes                                                          | fa M     | 2 violons, alto, violoncelle                                           | 1881        | |
| 121                                                            | 61       | Quatuor à cordes no 11                                                                 | ut M     | 2 violons, alto, violoncelle                                           | 1881        | |
| 122                                                            | 59       | Dix légendes                                                                           |          | Orchestre                                                              | 1881        | version orchestrée des dix légendes B. 117                                                           |
| 123                                                            |          | Six mélodies                                                                           |          | Voix, piano                                                            | 1881        | sur des poèmes de Gustav Pfleger-Moravský                                                            |
| 124                                                            | 2        | Quatre mélodies                                                                        |          | Voix, piano                                                            | 1881        | sur des poèmes de Gustav Pfleger-Moravský, d'après Les Cyprès B. 11                                  |
| 125                                                            | 62       | Josef Kajetán Tyl                                                                      |          | Orchestre                                                              | 1881 - 1882 | ouverture et musique de scène pour la pièce de František Ferdinand Šamberk                           |
| 125a                                                           | 62       | Domov Můj (« Mon pays natal »)                                                         |          | Orchestre                                                              | 1882        | ouverture d'après la musique de scène pour la pièce Josef Kajetán Tyl de František Ferdinand Šamberk |
| 126                                                            | 63       | V přírodě (« Dans la nature »)                                                         |          | Chœur d'hommes                                                         | 1882        | sur un poème de Vítězslav Hálek                                                                      |
| 127                                                            | 64       | Dimitri                                                                                |          | Solistes, chœur, orchestre                                             | 1881 - 1882 | grand opéra en quatre actes sur un livret de Marie Červinková-Riegrová (première version)            |
| 128                                                            | 3        | Deux chants du soir                                                                    |          | Voix, orchestre                                                        | 1882        | sur des poèmes de Vítězslav Hálek (cf. B. 61)                                                        |
| 128bis                                                         |          | Otázka (« Question »)                                                                  |          | Piano                                                                  | 1882        | |
| 129                                                            |          | Impromptu                                                                              | ré m     | Piano                                                                  | 1883        | |
| 130                                                            | 65       | Trio pour piano et cordes no 3                                                         | fa m     | Violon, violoncelle, piano                                             | 1883        | |
| 131                                                            | 66       | Scherzo capriccioso                                                                    |          | Orchestre                                                              | 1883        | |
| 132                                                            | 67       | Husitská (« Ouverture hussite »)                                                       |          | Orchestre                                                              | 1883        | |
| 133                                                            | 68       | Ze Šumavy (« Dans la forêt de Bohême »)                                                |          | Piano à 4 mains                                                        | 1883 - 1884 | |
| 134                                                            | 30       | Hymnus z básně Dědicové Bílé hory (« Hymne sur Les Héritiers de la Montagne Blanche ») |          | Chœur, orchestre                                                       | 1884        | sur un poème de Vítězslav Hálek (troisième version)                                                  |
| 135                                                            | 69       | Svatební košile (« Les chemises de noces »)                                            |          | Solistes, chœur, orchestre                                             | 1884        | sur une ballade de K. J. Erben                                                                       |
| 136                                                            | 12/1     | Dumka                                                                                  |          | Piano                                                                  | 1884        | |
| 137                                                            | 12/2     | Furiant                                                                                |          | Piano                                                                  | 1884        | |
| 138                                                            |          | Humoresque                                                                             | fa M     | Piano                                                                  | 1884        | |
| 139                                                            | 15/1     | Ballade                                                                                | ré m     | Violon, piano                                                          | 1884        | |
| 140                                                            | 15/2     | Kačena divoká (« Le canard sauvage »)                                                  |          | Voix, piano                                                            | 1884        | sur un texte populaire                                                                               |
| 141                                                            | 70       | Symphonie no 7                                                                         | ré m     | Orchestre                                                              | 1884 - 1885 | |
| 142                                                            |          | Deux chants                                                                            |          | Voix, piano                                                            | 1885        | sur des poèmes folkloriques                                                                          |
| 143                                                            | 28       | Hymna českého rolnictva (« Hymne de la paysannerie tchèque »)                          |          | Chœur, orchestre                                                       | 1885        | sur un texte de Karel Pippich                                                                        |
| 144                                                            | 71       | Svatá Ludmila (« Sainte Ludmilla »)                                                    |          | Solistes, chœur, orchestre                                             | 1885 - 1886 | oratorio sur un texte de Jaroslav Vrchlický                                                          |
| 145                                                            | 72       | Huit danses slaves                                                                     |          | Piano à 4 mains                                                        | 1886        | deuxième série                                                                                       |
| 146                                                            | 73       | V národním tónu (« Dans le ton national »)                                             |          | Voix, piano                                                            | 1886        | |
| 147                                                            | 72       | Huit danses slaves                                                                     |          | Orchestre                                                              | 1886 - 1887 | version orchestrée des huit danses slaves B. 145                                                     |
| 148                                                            | 74       | Terzetto pour cordes                                                                   | ut M     | 2 violons, alto                                                        | 1887        | |
| 149                                                            | 75a      | Drobnosti (« Miniatures »)                                                             |          | 2 violons, alto                                                        | 1887        | |
| 150                                                            | 75       | Pièces romantiques                                                                     |          | Violon, piano                                                          | 1887        | d'après les miniatures B. 149                                                                        |
| 151                                                            | 14       | Král a uhlíř (« Le Roi et le Charbonnier »)                                            |          | Solistes, chœur, orchestre                                             | 1887        | opéra-comique en trois actes sur un livret de B. J. Lobeský (troisième version)                      |
| 152                                                            |          | Cypřiše (« Cyprès »)                                                                   |          | 2 violons, alto, violoncelle                                           | 1887        | transcription de douze pièces des Cyprès B. 11                                                       |
| 153                                                            | 86       | Messe                                                                                  | ré M     | Solistes, chœur, orgue                                                 | 1887        | première version                                                                                     |
| 154                                                            | 79       | Psaume 149                                                                             |          | Chœur                                                                  | 1887        | deuxième version                                                                                     |
| 155                                                            | 81       | Quintette pour piano et cordes no 2                                                    | la M     | 2 violons, alto, violoncelle, piano                                    | 1887        | |
| 156                                                            |          | Dvě perličky (« Deux petites perles »)                                                 |          | Piano                                                                  | 1887        | |
| 157                                                            | 82       | Quatre mélodies (Čtyři písně)                                                          |          | Voix, piano                                                            | 1887 - 1888 | sur des paroles d'Otilie Malybrock-Stieler                                                           |
| 158                                                            |          | Lístek do památníku (« Feuillets d'album »)                                            |          | Piano                                                                  | 1888        | |
| 159                                                            | 84       | Jakobín (« Le Jacobin »)                                                               |          | Solistes, chœur, orchestre                                             | 1887 - 1888 | opéra en trois actes sur un livret de Marie Červinková-Riegrová (première version)                   |
| 160                                                            | 83       | Písně milostné (« Chansons d'amour »)                                                  |          | Voix, piano                                                            | 1888        | sur des poèmes de Gustav Pfleger-Moravský, d'après Les Cyprès B. 11                                  |
| 161                                                            | 85       | Poetické nálady (« Impressions poétiques »)                                            |          | Piano                                                                  | 1889        | |
| 162                                                            | 87       | Quatuor pour piano et cordes no 2                                                      | mi M     | Violon, alto, violoncelle, piano                                       | 1889        | |
| 163                                                            | 88       | Symphonie no 8                                                                         | sol M    | Orchestre                                                              | 1889        | |
| 164                                                            |          | Gavotte                                                                                |          | 3 violons                                                              | 1890        | |
| 165                                                            | 89       | Requiem                                                                                | si m     | Solistes, chœur, orchestre                                             | 1890        | |
| 166                                                            | 90       | Trio pour piano et cordes no 4                                                         |          | Violon, violoncelle, piano                                             | 1890 - 1891 | « Dumky »                                                                                            |
| 167                                                            |          | Fanfares                                                                               |          | Orchestre                                                              | 1891        | |
| 168                                                            | 91       | V přírodě (« Dans la nature »)                                                         | fa M     | Orchestre                                                              | 1891        | ouverture                                                                                            |
| 169                                                            | 92       | Carnaval                                                                               | la M     | Orchestre                                                              | 1891        | ouverture                                                                                            |
| 170                                                            | 46/2     | Danse slave                                                                            | mi m     | Violon, piano                                                          | 1891        | arrangement de la danse slave B. 78 no 2                                                             |
| 171                                                            | 94       | Rondo                                                                                  | sol m    | Violoncelle, piano                                                     | 1891        | |
| 172                                                            | 46/8     | Deux danses slaves                                                                     |          | Violoncelle, piano                                                     | 1891        | arrangement des danses slaves B. 78 no 8 et no 3                                                     |
| 173                                                            | 68/5     | Klid (« Tranquillité »)                                                                |          | Violoncelle, piano                                                     | 1891        | arrangement de la pièce B. 133 no 5                                                                  |
| 174                                                            | 93       | Othello                                                                                |          | Orchestre                                                              | 1891 - 1892 | ouverture                                                                                            |
| 175                                                            | 86       | Messe                                                                                  | ré M     | Solistes, chœur, orchestre                                             | 1892        | deuxième version                                                                                     |
| 176                                                            | 103      | Te Deum                                                                                |          | Soprano, basse, chœur, orchestre                                       | 1892        | |
| 177                                                            | 102      | The American flag (« Le drapeau américain »)                                           |          | Solistes, chœur, orchestre                                             | 1892 - 1893 | sur un texte de J. R. Drake                                                                          |
| 178                                                            | 95       | Symphonie no 9                                                                         | mi m     | Orchestre                                                              | 1893        | « Symphonie du Nouveau Monde »                                                                       |
| 179                                                            | 96       | Quatuor à cordes no 12                                                                 | fa M     | 2 violons, alto, violoncelle                                           | 1893        | « Quatuor Américain »                                                                                |
| 180                                                            | 97       | Quintette à cordes no 3                                                                | mi M     | 2 violons, 2 altos, violoncelle                                        | 1893        | |
| 181                                                            | 94       | Rondo                                                                                  | sol m    | Violoncelle, orchestre                                                 | 1893        | version orchestrée du rondo B. 171                                                                   |
| 182                                                            | 68/5     | Klid (« Tranquillité »)                                                                |          | Violoncelle, orchestre                                                 | 1893        | version orchestrée de la pièce B. 173                                                                |
| 183                                                            | 100      | Sonatine                                                                               | sol M    | Violon, piano                                                          | 1893        | |
| 184                                                            | 98       | Suite                                                                                  | la M     | Piano                                                                  | 1894        | version initiale pour piano de la Suite américaine B. 190                                            |
| 185                                                            | 99       | Dix chants bibliques                                                                   |          | Voix, piano                                                            | 1894        | |
| 186                                                            | 64       | Dimitri                                                                                |          | Solistes, chœur, orchestre                                             | 1894 - 1895 | grand opéra en quatre actes sur un livret de Marie Červinková-Riegrová (deuxième version)            |
| 187                                                            | 101      | Humoresques                                                                            |          | Piano                                                                  | 1894        | |
| 188                                                            |          | Deux pièces                                                                            |          | Piano                                                                  | 1894        | Berceuse - Capriccio                                                                                 |
| 189                                                            | 99       | Dix chants bibliques                                                                   |          | Voix, orchestre                                                        | 1895        | version orchestrée des dix chants bibliques B. 185                                                   |
| 190                                                            | 98b      | Suite américaine                                                                       | la M     | Orchestre                                                              | 1895        | version orchestrée de la suite B. 184                                                                |
| 191                                                            | 104      | Concerto pour violoncelle et orchestre no 2                                            | si m     | Violoncelle, orchestre                                                 | 1894 - 1895 | |
| 192                                                            | 106      | Quatuor à cordes no 13                                                                 | sol M    | 2 violons, alto, violoncelle                                           | 1895        | |
| 193                                                            | 105      | Quatuor à cordes no 14                                                                 | la M     | 2 violons, alto, violoncelle                                           | 1895        | |
| 194                                                            |          | Ukolébavka (« Berceuse »)                                                              |          | Voix, piano                                                            | 1895        | sur un texte de F. L. Jelínek                                                                        |
| 195                                                            | 107      | Vodník (« L'Ondin »)                                                                   | si m     | Orchestre                                                              | 1896        | poème symphonique d'après K. J. Erben                                                                |
| 196                                                            | 108      | Polednice (« La Sorcière de midi »)                                                    | ut M     | Orchestre                                                              | 1896        | poème symphonique d'après K. J. Erben                                                                |
| 197                                                            | 109      | Zlatý kolovrat (« Le Rouet d'or »)                                                     | fa M     | Orchestre                                                              | 1896        | poème symphonique d'après K. J. Erben                                                                |
| 198                                                            | 110      | Holoubek (« Le Pigeon des bois »)                                                      | ut m     | Orchestre                                                              | 1896        | poème symphonique d'après K. J. Erben                                                                |
| 199                                                            | 111      | Píseň bohatýrská (« Le Chant du héros »)                                               | si m     | Orchestre                                                              | 1897        | poème symphonique                                                                                    |
| 200                                                            | 84       | Jakobín (« Le Jacobin »)                                                               |          | Solistes, chœur, orchestre                                             | 1897        | opéra en trois actes sur un livret de Marie Červinková-Riegrová (deuxième version)                   |
| 201                                                            | 112      | Čert a Káča (« Le Diable et Catherine »)                                               |          | Solistes, chœur, orchestre                                             | 1898 - 1899 | opéra en trois actes sur un livret d'Adolf Wenig                                                     |
| 202                                                            | 113      | Slavnostní zpěv (« Chant solennel »)                                                   |          | Chœur, orchestre                                                       | 1900        | sur un texte de Jaroslav Vrchlický                                                                   |
| 203                                                            | 114      | Rusalka                                                                                |          | Solistes, chœur, orchestre                                             | 1900        | conte de fées lyrique en trois actes sur un livret de Jaroslav Kvapil                                |
| 204                                                            |          | Zpěv z Lešetínského kováře (« Air du forgeron de Lešetín »)                            |          | Voix, piano                                                            | 1901        | sur un texte de Svatopluk Čech                                                                       |
| 205                                                            | 71       | Sainte Ludmilla                                                                        |          | Solistes, chœur, orchestre                                             | 1901        | version scénique de l'oratorio Sainte Ludmilla B. 144                                                |
| 206                                                            | 115      | Armida (« Armide »)                                                                    |          | Solistes, chœur, orchestre                                             | 1902 - 1903 | opéra en quatre actes sur un livret de Jaroslav Vrchlický                                            |
| ŒUVRES D'ETUDIANT                                              |          |                                                                                        |          |                                                                        |             | |
| 300                                                            |          | Polka                                                                                  |          |                                                                        | 1854 - 1855 | |
| 301                                                            |          | Exercice d'harmonie                                                                    |          | Orgue                                                                  | 1858        | |
| 302                                                            |          | Prélude et fugue                                                                       |          | Orgue                                                                  | 1859        | |
| 303                                                            |          | Thème pour variations                                                                  |          |                                                                        | 1891        | pour Oskar Nedbal                                                                                    |
| ŒUVRES INACHEVÉES ET ESQUISSES NON RÉALISÉES                   |          |                                                                                        |          |                                                                        |             | |
| 401                                                            |          | Quatuor à cordes                                                                       | ut M     | 2 violons, alto, violoncelle                                           | 1876 - 1877 | |
| 402                                                            |          | Quatuor à cordes                                                                       | si M     | 2 violons, alto, violoncelle                                           | 1878        | |
| 403                                                            |          | Sérénade                                                                               |          | Orchestre                                                              | 1879        | |
| 404                                                            | 53       | Valse                                                                                  |          | Piano                                                                  | 1879        | |
| 405                                                            |          | Valse                                                                                  |          |                                                                        | 1879 - 1880 | |
| 406                                                            |          | Écossaise                                                                              |          |                                                                        | 1880        | |
| 407                                                            |          | Allegretto                                                                             | la m     | Piano                                                                  | 1880        | |
| 408                                                            |          | Quatuor pour piano et cordes                                                           | mi M     | Violon, alto, violoncelle, piano                                       | 1887        | |
| 409                                                            |          | Thèmes                                                                                 |          |                                                                        | 1889        | quelques-uns furent utilisés pour la symphonie no 8 B. 163                                           |
| 410                                                            |          | Pièce                                                                                  | mi m     | Piano                                                                  | 1892        | |
| 411                                                            |          | Quatuor à cordes                                                                       |          | 2 violons, alto, violoncelle                                           | 1892        | |
| 412                                                            |          | Symphonie                                                                              | si m     | Orchestre                                                              | 1892        | |
| 413                                                            |          | Concerto pour orchestre                                                                |          | Orchestre                                                              | 1893        | |
| 414                                                            |          | Válečná předehra (« Ouverture militaire »)                                             |          |                                                                        | 1893        | |
| 415                                                            |          | Rhapsodie                                                                              | la M     | Orchestre                                                              | 1893        | |
| 416                                                            |          | Quatuor à cordes                                                                       |          | 2 violons, alto, violoncelle                                           | 1893        | |
| 417                                                            |          | Quatuor à cordes                                                                       |          | 2 violons, alto, violoncelle                                           | 1893        | |
| 418                                                            |          | Concerto pour violon et orchestre                                                      | sol m    | Violon, orchestre                                                      | 1893        | |
| 419                                                            |          | Sonate                                                                                 |          | Violoncelle, piano                                                     | 1893        | |
| 420                                                            |          | Symphonie Neptune                                                                      |          | Orchestre                                                              | 1893        | |
| 421                                                            |          | Capriccio                                                                              |          |                                                                        | 1893        | |
| 422                                                            |          | Suite                                                                                  | ré m     |                                                                        | 1893        | |
| 423                                                            |          | Diverses esquisses                                                                     |          |                                                                        | 1893 - 1900 | |
| 424                                                            |          | Rhapsodie                                                                              | fa m     |                                                                        | 1893        | |
| 425                                                            |          | Concerto                                                                               |          | Orchestre                                                              | 1893        | |
| 426                                                            |          | Sonate                                                                                 | fa m     | Piano                                                                  | 1893        | |
| 427                                                            |          | Andante cantabile                                                                      |          | Piano                                                                  | 1893        | |
| 428                                                            |          | Sonate                                                                                 |          | Violoncelle, piano                                                     | 1893        | |
| 429                                                            |          | Suite                                                                                  |          | Orchestre                                                              | 1894        | |
| 430                                                            |          | (Le chant de) Hiawatha                                                                 |          | Solistes, chœur, orchestre                                             | 1893 - 1895 | opéra d'après le poème de Henry Longfellow                                                           |
| 431                                                            |          | Symphonie                                                                              | la M     | Orchestre                                                              | 1894        | |
| 432                                                            |          | Zjevení Sv. Jana (« Révélation de Saint Jean »)                                        |          |                                                                        | 1894        | texte de l'Apocalypse                                                                                |
| 433                                                            |          | Pièces                                                                                 |          | Piano                                                                  | 1894        | valse, tempo di menuetto, scherzo                                                                    |
| 434                                                            |          | Andante                                                                                |          | Violoncelle, piano                                                     | 1895?       | |
| 435                                                            |          | Svatojanska muška (« La luciole »)                                                     |          |                                                                        | 1896        | |
| 436                                                            |          | Šárka                                                                                  |          | Solistes, chœur, orchestre                                             | 1897        | opéra d'après Julius Zeyer                                                                           |
| 437                                                            |          | Příchod ženichův (« L'arrivée des jeunes mariés »)                                     |          | Solistes, chœur, orchestre                                             | 1897        | oratorio d'après Julius Zeyer                                                                        |
| 438                                                            |          | Job                                                                                    |          | Solistes, chœur, orchestre                                             | 1897?       | oratorio tiré du livre de Job (Bible de Kralice)                                                     |
| 439                                                            |          | Písen písní (« Le chant des chants »)                                                  |          | Solistes, chœur, orchestre                                             | 1897        | oratorio tiré de la Bible de Kralice                                                                 |
| 440                                                            |          | (La mort de) Vlasta                                                                    |          | Solistes, chœur, orchestre                                             | 1895 - 1902 | opéra sur un texte de Karel Pippich                                                                  |
| 441                                                            |          | Horymír                                                                                |          | Solistes, chœur, orchestre                                             | 1903        | opéra sur un texte de Rudolf Stárek                                                                  |
| ARRANGEMENTS POUR PIANO PAR DVOŘÁK DE SES PROPRES ŒUVRES       |          |                                                                                        |          |                                                                        |             | |
| 501                                                            |          | Hymnus z básně Dědicové Bílé hory (« Hymne sur Les Héritiers de la Montagne Blanche ») |          | Voix, piano                                                            | 1873        | arrangement de l'hymne B. 27                                                                         |
| 502                                                            | 17       | Tvrdé palice (« Les têtes dures »)                                                     |          | Voix, piano                                                            | 1875?       | arrangement de l'opéra B. 46                                                                         |
| 503                                                            | 17       | Tvrdé palice (« Les têtes dures »)                                                     |          | Voix, piano                                                            | 1875        | arrangement de l'air de Lenka de l'opéra B. 46                                                       |
| 504                                                            | 22       | Sérénade                                                                               | mi M     | Piano à 4 mains                                                        | 1876?       | arrangement de la sérénade B. 52                                                                     |
| 505                                                            |          | Šelma sedlák (« Le paysan rusé »)                                                      |          | Voix, piano                                                            | 1878        | arrangement de l'air du prince de l'opéra B. 67                                                      |
| 506                                                            | 45       | Trois rhapsodies slaves                                                                |          | Piano à 4 mains                                                        | 1878        | arrangement des rhapsodies salves B. 86                                                              |
| 507                                                            | 54       | Slavnostní pochod (« Marche solennelle »)                                              |          | Piano                                                                  | 1879        | arrangement de la marche solennelle B. 88                                                            |
| 507                                                            | 48       | Sextuor                                                                                | la M     | Piano à 4 mains                                                        | 1879?       | arrangement du sextuor à cordes B. 80                                                                |
| 507                                                            | 51       | Quatuor à cordes no 10                                                                 | mi M     | Piano à 4 mains                                                        | 1879?       | arrangement du quatuor à cordes no 10 B. 92                                                          |
| 507bis                                                         | 52       | Psaume 149                                                                             |          | Chœur d'hommes, piano                                                  | 1879        | arrangement du psaume 149 B. 91                                                                      |
| 508                                                            |          | Valses de Prague                                                                       |          | Piano                                                                  | 1879?       | arrangement des Valses de Prague B. 99                                                               |
| 508bis                                                         | 51       | Polonaise                                                                              | mi M     | Piano à 4 mains                                                        | 1879 - 1880 | arrangement de la Polonaise B. 100                                                                   |
| 509                                                            | 40       | Nocturne                                                                               | si M     | Piano à 4 mains                                                        | 1882?       | arrangement du Nocturne B. 47                                                                        |
| 509                                                            | 62       | Domov Můj (« Mon pays natal »)                                                         |          | Piano à 4 mains                                                        | 1882        | arrangement de l'ouverture B. 125a                                                                   |
| 509bis                                                         | 64       | Dimitri                                                                                |          | Voix, piano                                                            | 1882 - 1883 | arrangement de l'opéra B. 92                                                                         |
| 510                                                            | 66       | Scherzo capriccioso                                                                    |          | Piano à 4 mains                                                        | 1883?       | arrangement du Scherzo capriccioso B. 131                                                            |
| 511                                                            | 67       | Husitská (« Ouverture hussite »)                                                       |          | Piano à 4 mains                                                        | 1883 - 1884 | arrangement de l'ouverture B. 132                                                                    |
| 512                                                            | 70       | Symphonie no 7                                                                         | ré m     | Piano à 4 mains                                                        | 1885        | arrangement de la symphonie no 7 B. 141                                                              |
| 513                                                            | 52       | Six pièces                                                                             |          | Piano à 4 mains                                                        | 1887?       | arrangement des six pièces B. 110                                                                    |
| 514                                                            | 78       | Variations symphoniques                                                                | ut M     | Piano à 4 mains                                                        | 1877        | arrangement des variations symphoniques B. 70                                                        |
| 515                                                            | 80       | Quatuor à cordes no 8                                                                  | mi M     | Piano à 4 mains                                                        | 1887 - 1888 | arrangement du quatuor à cordes B. 57                                                                |
| 516                                                            |          | Král a uhlíř (« Le Roi et le Charbonnier »)                                            | fa M     | Piano à 4 mains                                                        | 1889        | arrangement de l'ouverture de l'opéra B. 21a                                                         |
| 517                                                            | 89       | Requiem                                                                                | si m     | Voix, piano                                                            | 1890        | arrangement du Requiem B. 165                                                                        |
| 518                                                            | 88       | Symphonie no 8                                                                         | sol M    | Piano à 4 mains                                                        | 1890        | arrangement de la symphonie no 8 B. 163                                                              |
| 519                                                            | 102      | The American flag (« Le drapeau américain »)                                           |          | Voix, piano                                                            | 1893        | arrangement de l'œuvre B. 177                                                                        |
| 520                                                            | 90       | Trio pour piano et cordes no 4                                                         |          | Piano à 4 mains                                                        | 1893        | arrangement du trio « Dumky » B. 166                                                                 |
| 521                                                            | 95       | Symphonie no 9                                                                         | mi m     | Piano à 4 mains                                                        | 1894?       | arrangement de la symphonie du Nouveau Monde B. 178                                                  |
| 522                                                            | 104      | Concerto pour violoncelle et orchestre no 2                                            | si m     | Piano à 4 mains                                                        | 1895        | arrangement du concerto pour violoncelle B. 191                                                      |
| 523                                                            |          | Dimitri                                                                                |          | Voix, piano                                                            | 1895        | arrangement de la scène de Marfa et Dimitri de l'opéra B. 186                                        |
| 524                                                            | 110      | Holoubek (« Le Pigeon des bois »)                                                      | ut m     | Piano à 4 mains                                                        | 1897        | arrangement du poème symphonique B. 198                                                              |
| 525                                                            |          | Jakobín (« Le Jacobin »)                                                               |          | Voix, piano                                                            | 1897        | arrangement de l'opéra B. 200                                                                        |
| 526                                                            | 84       | Jakobín (« Le Jacobin »)                                                               |          | Voix, piano                                                            | 1897?       | arrangement de l'air de Terinka de l'opéra B. 200                                                    |
| 527                                                            | 110      | Píseň bohatýrská (« Le Chant du héros »)                                               | si m     | Piano à 4 mains                                                        | 1898        | arrangement du poème symphonique B. 199                                                              |
| 528                                                            | 64       | Dimitri                                                                                |          | Voix, piano                                                            | 1898        | arrangement de l'opéra B. 186 (fragments)                                                            |
| 529                                                            | 64       | Dimitri                                                                                |          | Voix, piano                                                            | 1898        | arrangement de l'opéra B. 186                                                                        |
| 530                                                            | 112      | Čert a Káča (« Le Diable et Catherine »)                                               |          | Voix, piano                                                            | 1899        | arrangement de l'opéra B. 201                                                                        |
| 531                                                            | 14       | Král a uhlíř (« Le Roi et le Charbonnier »)                                            |          | Voix, piano                                                            | 1900        | arrangement de l'opéra B. 151                                                                        |
| 532                                                            | 115      | Armide                                                                                 |          | Voix, piano                                                            | 1902 - 1903 | arrangement de l'opéra B. 206                                                                        |
| ARRANGEMENTS PAR DVOŘÁK D'ŒUVRES D'AUTRES COMPOSITEURS         |          |                                                                                        |          |                                                                        |             | |
| 601                                                            |          | Deux chants                                                                            |          | Chœur d'hommes                                                         | 1878        | sur des chants populaires irlandais                                                                  |
| 602                                                            |          | Cinq danses hongroises                                                                 |          | Orchestre                                                              | 1880        | orchestration des danses hongroises 17 à 21 de Johannes Brahms                                       |
| 603                                                            |          | Seize chants russes                                                                    |          | Soprano, alto, piano                                                   | 1883        | sur des chants russes de Matvej Moritz Bernard                                                       |
| 604                                                            |          | Ha, ta láska (« Ha, cet amour »)                                                       |          | Voix, piano                                                            | 1880 - 1884 | sur une mélodie du chanteur Josef Lev                                                                |
| 605                                                            |          | Old folks at home                                                                      |          | Solistes, chœur, orchestre                                             | 1893 - 1894 | sur des chants populaires américains de Harry T. Burleigh                                            |
| 605bis                                                         |          | Thousand times we greet thee                                                           |          | Orgue                                                                  | 1897        | auteur inconnu                                                                                       |
| 606                                                            |          | Polka de Vysoká                                                                        |          | Piano                                                                  | 1902        | auteur inconnu                                                                                       |
| PARTIES VOCALES ET INSTRUMENTALES ÉCRITES DE LA MAIN DE DVOŘÁK |          |                                                                                        |          |                                                                        |             | |
| 700                                                            |          | Quatuor à cordes                                                                       | la M     | 2 violons, alto, violoncelle                                           | 1862 - 1864 | |
| 701                                                            |          | Quatuor à cordes                                                                       | si M     | 2 violons, alto, violoncelle                                           | 1868 - 1869 | |
| 702                                                            |          | Quatuor à cordes                                                                       | ré M     | 2 violons, alto, violoncelle                                           | 1869?       | |
| 703                                                            |          | Quatuor à cordes                                                                       | mi m     | 2 violons, alto, violoncelle                                           | 1870        | |
| 703bis                                                         |          | Sonate                                                                                 | fa m     | Violoncelle, piano                                                     | 1871        | |
| 704                                                            |          | Quatuor à cordes                                                                       | la m     | 2 violons, alto, violoncelle                                           | 1873        | |
| 705                                                            |          | Trio pour piano et cordes                                                              | sol m    | Violon, violoncelle, piano                                             | 1876        | |
| 706                                                            |          | Bagatelles                                                                             |          |                                                                        | 1878        | |
| 706bis                                                         |          | Trois chansons populaires                                                              |          |                                                                        | 1878        | sur des poèmes néo-grecs                                                                             |
| 707                                                            |          | Deux valses                                                                            |          |                                                                        | 1879 - 1880 | extraites des huit valses B. 101                                                                     |
| 708                                                            |          | Duos moraves                                                                           |          |                                                                        | 1880        | |
| COMPOSITIONS DOUTEUSES                                         |          |                                                                                        |          |                                                                        |             | |
| 800                                                            |          | Paupiera-Mazur                                                                         |          | Piano                                                                  | 1854 - 1856 | |
| 801                                                            |          | Franz Josef Marsch                                                                     |          | Orchestre                                                              | 1854 - 1861 | |
| 802                                                            |          | Marche des Sokols                                                                      |          | Orchestre                                                              | 1854 - 1861 | |
| 803                                                            |          | La bataille de Novara (Polka)                                                          |          | Orchestre                                                              | 1854 - 1861 | |
| 804                                                            |          | Entre quatre yeux (Mazurka)                                                            |          | Orchestre                                                              | 1854 - 1861 | |
| 805                                                            |          | Compositions de danse                                                                  |          |                                                                        | ?           | |
| 806                                                            |          | Messe                                                                                  | fa m     | Solistes, chœur, orchestre                                             | 1857 - 1869 | |
| 807                                                            |          | Ouverture                                                                              | mi m     | Orchestre                                                              | 1865 - 1869 | |
| 808                                                            |          | Ouverture                                                                              | fa m     | Orchestre                                                              | 1865 - 1869 | |
| 809                                                            |          | Quatuor à cordes                                                                       | si m     | 2 violons, alto, violoncelle                                           | 1865 - 1871 | |
| 809bis                                                         |          | Marche funèbre                                                                         |          |                                                                        | 1879        | |
| 810                                                            |          | Duos                                                                                   |          |                                                                        | 1886        | |
| 811                                                            |          | Chant de printemps                                                                     |          | Soprano, alto, piano                                                   | 1889 - 1892 | |
| 811bis                                                         |          | Musique pour un tableau vivant                                                         |          |                                                                        | 1892        | |
| 812                                                            |          | La chapelle des bois                                                                   |          | Voix, piano                                                            | 1862        | arrangement de l'opéra en un acte de J. L. Zvonař                                                    |
| 813                                                            |          | Deux polkas de Könemann                                                                |          | Orchestre                                                              | 1854 - 1856 | |
| 814?                                                           |          | Compositions pour cithare                                                              |          | Cithare                                                                | 1856        | |